# Обегимон
Обегимон (фр. Aubéguimont) насеље је и општина у северној Француској у региону Горња Нормандија, у департману Приморска Сена која припада префектури Дјеп.
По подацима из 2011. године у општини је живело 205 становника, а густина насељености је износила 42,27 становника/km². Општина се простире на површини од 4,85 km². Налази се на средњој надморској висини од 211 метар (максималној 211 m, а минималној 133 m).

## Демографија
| 1962. | 1968. | 1975. | 1982. | 1990. | 1999. | 2011. |
| ----- | ----- | ----- | ----- | ----- | ----- | ----- |
| 194   | 208   | 172   | 160   | 167   | 176   | 205   |

График промене броја становника у току последњих година